# Bravnice
Bravnice är ett samhälle i Bosnien och Hercegovina.   Det ligger i entiteten Federationen Bosnien och Hercegovina, i den centrala delen av landet, 100 km nordväst om huvudstaden Sarajevo. Bravnice ligger 371 meter över havet och antalet invånare är 380.
Terrängen runt Bravnice är huvudsakligen kuperad, men söderut är den bergig. Bravnice ligger nere i en dal. Närmaste större samhälle är Jajce, 3,1 km nordost om Bravnice. 
I omgivningarna runt Bravnice växer i huvudsak blandskog. Runt Bravnice är det ganska tätbefolkat, med 93 invånare per kvadratkilometer.